# Brachymeles
Genre
Synonymes
- Davewakeum Heyer, 1972

Brachymeles est un genre de sauriens de la famille des Scincidae.

## Répartition
Les 41 espèces de ce genre se rencontrent en Thaïlande, aux Philippines et à Bornéo.

## Liste des espèces
Selon The Reptile Database (4 mars 2017) :
- Brachymeles apus Hikida, 1982
- Brachymeles bicolandia Siler, Fuiten, Jones, Alcala & Brown, 2011
- Brachymeles bicolor (Gray, 1845)
- Brachymeles boholensis Brown & Rabor, 1967
- Brachymeles bonitae Duméril & Bibron, 1839
- Brachymeles boulengeri Taylor, 1922
- Brachymeles brevidactylus Siler, Fuiten, Jones, Alcala & Brown, 2011
- Brachymeles cebuensis Brown & Rabor, 1967
- Brachymeles cobos Siler, Fuiten, Jones, Alcala & Brown, 2011
- Brachymeles dalawangdaliri Davis, Geheber, Watters, Penrod, Feller, Ashford, Kouri, Nguyen, Shauberger, Sheatsley, Winfrey, Wong, Sanguila, Brown & Siler, 2016
- Brachymeles elerae Taylor, 1917
- Brachymeles gracilis (Fischer, 1885)
- Brachymeles hilong Brown & Rabor, 1967
- Brachymeles ilocandia Siler, Davis, Freitas, Huron, Geheber, Watters, Penrod, Papes, Amrein, Anwawr, Cooper Hein, Manning, Patel, Pinaroc, Diesmos, Diesmos, Oliveros & Brown, 2016
- Brachymeles isangdaliri Davis, Feller, Brown & Siler, 2014
- Brachymeles kadwa Siler & Brown, 2010
- Brachymeles libayani Siler, Fuiten, Jones, Alcala & Brown, 2011
- Brachymeles ligtas Geheber, Davis, Watters, Penrod, Feller, Davey, Ellsworth, Flanagan, Heitz, Moore, Nguyen, Roberts, Sutton, Sanguila, Linkem, Brown & Siler, 2016
- Brachymeles lukbani Siler, Balete, Diesmos & Brown, 2010
- Brachymeles makusog Siler, Diesmos & Brown, 2010
- Brachymeles mapalanggaon Davis, Feller, Brown & Siler, 2014
- Brachymeles mindorensis Brown & Rabor, 1967
- Brachymeles minimus Brown & Alcala, 1995
- Brachymeles miriamae (Heyer, 1972)
- Brachymeles muntingkamay Siler, Rico, Duya & Brown, 2009
- Brachymeles orientalis Brown & Rabor, 1967
- Brachymeles paeforum Siler, Fuiten, Jones, Alcala & Brown, 2011
- Brachymeles pathfinderi Taylor, 1925
- Brachymeles samad Siler, Jones, Diesmos, Diesmos & Brown, 2012
- Brachymeles samarensis Brown, 1956
- Brachymeles schadenbergi (Fischer, 1885)
- Brachymeles suluensis Taylor, 1918
- Brachymeles talinis Brown, 1956
- Brachymeles taylori Brown, 1956
- Brachymeles tiboliorum Siler, Jones, Diesmos, Diesmos & Brown, 2012
- Brachymeles tridactylus Brown, 1956
- Brachymeles tungaoi Siler & Brown, 2010
- Brachymeles vermis Taylor, 1918
- Brachymeles vindumi Siler & Brown, 2010
- Brachymeles vulcani Siler, Jones, Diesmos, Diesmos & Brown, 2012
- Brachymeles wrighti Taylor, 1925

## Publications originales
- Duméril & Bibron, 1839 : Erpétologie Générale ou Histoire Naturelle Complète des Reptiles. vol. 5, Roret/Fain et Thunot, Paris, p. 1-871 (texte intégral).
- Heyer, 1972 : A new limbless skink (Reptilia: Scincidae) from Thailand with comments on the generic status of the limbless skinks of southeast Asia. Fieldiana Zoology, vol. 58, no 10, p. 109-129 (texte intégral).